# Телов, Прокопий Фёдорович
Телов Прокопий Фёдорович (12 марта 1912 года, д. Кянда, Архангельская губ., Российская империя — 7 мая 1978 года, г. Умань, Черкасская обл., УССР, СССР) — работник советского рыболовно-промыслового флота, капитан на промысловых судах Мурманского тралового флота (МТФ), капитан-директор БМРТ «Салтыков-Щедрин». Герой Социалистического Труда.
Родился в деревня Кянда Архангельской губернии в семье рыбака-помора. В 16 лет начал работать на Онежском лесозаводе. Спустя полгода в г. Онега устроился матросом на буксир «Понота». В 1932 году переехал в г. Мурманск. Здесь он продолжил работать в качестве матроса, а затем боцмана, на паровом траулере «Большевик» Мурманского тралового флота. Во время Великой Отечественной войны был призван в состав Военно-морского флота 25 июня 1941 года. Проходил службу на тральщике Северного флота в качестве старшего штурмана и помощника командира. Участвовал в обороне Заполярья.    
После демобилизации вернулся в Мурманский траловый флот. Работал на траулере «Полярный» сначала вторым штурманом, затем старшим помощником, а затем и капитаном судна.  В 1958 году, спустя почти год, после окончания курсов Мурманского мореходного училища, был назначен капитаном БРМТ «Салтыков-Щедрин». В 1961 году экипаж большого морозильного рыболовного траулера под руководством Прокопия Телова первым на МТФ завоевал звание коллектива коммунистического труда.         
13 апреля 1963 года Указом Президиума Верховного Совета СССР  за выдающиеся успехи в достижении высоких показателей добычи рыбы и производства рыбной продукции Прокопию Телову было присвоено звание Героя Социалистического Труда с вручением ордена Ленина и золотой медали «Серп и Молот».                  
В 1965 году ушел на пенсию по инвалидности.                   
Умер 7 мая 1978 года в г. Умани.

## Награды
- Орден Ленина (1963 год)
- Орден Трудового Красного Знамени
- Медаль «За оборону Советского Заполярья»[3]

## Память
Именем Прокопия Телова был назван большой автономный траулер типа «Горизонт» — «Капитан Телов».